# Большая Зеленовская
Большая Зеленовская — река в России, протекает по Кабанскому району Бурятии. Впадает в озеро Байкал.

## География
Река Большая Зеленовская берёт начало на высоте около 1400 м на северном склоне горы Давыдов Голец. Течёт на северо-запад. По берегам реки произрастают сосны. Длина реки составляет 12 км.

## Данные государственного водного реестра
По данным государственного водного реестра России и геоинформационной системы водохозяйственного районирования территории РФ, подготовленной Федеральным агентством водных ресурсов:
- Бассейновый округ — Ангаро-Байкальский
- Речной бассейн — бассейны малых и средних притоков средней и северной части озера Байкал
- Водохозяйственный участок — бассейны рек средней части озера Байкал от северо-западной границы бассейна реки Баргузин до северной границы бассейна реки Селенга